# پتر کوپ
پتر کوپ (چکی: Petr Kop; ۱۵ فوریهٔ ۱۹۳۷ – ۲۷ ژانویهٔ ۲۰۱۷) بازیکن والیبال اهل چکسلواکی بود.